# Pockenepidemie an der Pazifikküste Nordamerikas 1862
Die Pockenepidemie an der Pazifikküste Nordamerikas von 1862 wurde vom Dampfschiff Brother Jonathan von Kalifornien nach Victoria eingeschleppt. Sie war in Kalifornien, genauer San Francisco, ausgebrochen und erreichte Victoria am 12. März 1862. Infolge des Entschlusses der Behörden, die um die Stadt lagernden Indianer zu vertreiben, verbreitete sich die Krankheit bis nach Alaska im Norden und bis zum Puget Sound im Süden. Während die nichtindigene Bevölkerung durch Impfungen geschützt war, fielen der Krankheit von April bis Dezember 1862 wahrscheinlich rund 14.000 Ureinwohner zum Opfer, vielleicht die Hälfte der Gesamtbevölkerung.

## Von Kalifornien nach Victoria
Am 12. März 1862 legte die Brother Jonathan mit rund 350 Passagieren an Bord, meist Goldsuchern, nachmittags an. Sie waren von Nachrichten über Goldfunde im heutigen Idaho angezogen worden, doch verhinderte der überaus kalte Winter 1861/62, dass sie weiterzogen. Captain Samuel DeWolf führte das erste Schiff des Jahres nordwärts. Nur 100 bis 125 Passagiere hatten das Ziel Victoria, die anderen wollten weiter. Das Schiff trug 60 Tonnen Fracht für die Stadt, einschließlich 75 Schafe und 21 Mulis. Die Goldsucher nutzten die 24-stündige Fahrtunterbrechung zum Besuch von Grog Houses und Bordellen, in denen auch indianische Prostituierte arbeiteten. Am nächsten Tag gegen 16 Uhr ließ Captain DeWolf mit 400 Passagieren wieder ablegen, diesmal Richtung Columbia River.

## Der Ausbruch
Bereits am 18. März schrieb der Daily British Colonist, die lokale Tageszeitung, einer der Passagiere habe Pocken gehabt, am 20. März tauchte ein zweiter Erkrankter auf. Am 24. brachte die Oregon ebenfalls mindestens einen Pockenkranken aus San Francisco mit. In den folgenden Tagen erschienen Berichte über Pockentote in Kalifornien, wo es angeblich bereits über 2.000 Fälle gab.
Doch die Inkubationszeit beträgt 12 Tage, in denen die Infizierten hochgradig ansteckend sind, man ihnen die Krankheit aber nicht anmerkt. Zudem genügen dem Virus Decken oder Kleider zur Übertragung. Den Anfang macht ein hohes Fieber, dann Kopf- und Gliederschmerzen, dann übergibt sich der Erkrankte. Nach zwei, drei weiteren Tagen entwickelt sich ein Ausschlag im Gesicht, an Händen und Füßen. Nun erreicht der Patient die höchste Ansteckungsgefahr und die Ausschläge verteilen sich über den ganzen Körper. Dann folgen die gefürchteten Eiterbläschen, die oftmals zu großen Eiterblasen zusammenwachsen. Rund einen Monat nach der Ansteckung trocknen die Bläschen und fallen ab. Wer überlebt, hat zahlreiche Pockennarben; viele sind erblindet. War die Krankheit erst einmal ausgebrochen, gab es keine Hilfe. Nur Quarantäne konnte die Verbreitung stoppen. Wer noch nicht erkrankt war, konnte geimpft werden.
Entsprechend titelte der Daily British Colonist mit „Quarantine“ und am folgenden Tag hieß es „Die Krankheit, so fürchten wir, wird eine traurige Verwüstung unter den Indianern anrichten, wenn nicht strenge Gesundheitsmaßnahmen ergriffen werden“. Doch nur wer sich freiwillig meldete, sollte entsprechend versorgt werden.
Da die Pockenimpfung bereits 1798 in England entdeckt und bereits seit 1837 am Puget Sound eingesetzt wurde, forderte die besagte Tageszeitung die Bürger auf, sich impfen zu lassen. Am 1. April schätzte man, dass jeder zweite geimpft war. Dabei lebten in Victoria rund 5.000 Menschen, davon die Hälfte Weiße. Die umliegende Indianerbevölkerung dürfte ähnliche Zahlen aufgewiesen haben, mindestens 1.600 lebten in der Umgebung, über 2.000 kampierten zum Handeln in Stadtnähe.
John Sebastian Helmcken (1824–1920) impfte rund 30 Songhees. Schon am 1. April tauchte die Nachricht von einem ersten kranken Indianer auf. Doch nur Helmcken reagierte, indem er am 16. April weitere 30 Indianer impfte. Unermüdlich setzte er diese Arbeit fort und impfte wohl über 500 von ihnen. Wahrscheinlich entstand ein kurzfristiger Mangel an Impfstoff. Doch spätestens Anfang Mai war wieder genug davon verfügbar.
Als die Krankheit in den Lagern vor der Stadt ausbrach, flohen die Songhees auf eine Insel in der Haro Strait. Sie stellten sich damit selbst unter Quarantäne. Nur dieser Stamm überlebte die beginnende Katastrophe mit nur wenigen Opfern.
Pater Leon Fouquet, ein katholischer Missionar, impfte 3.400 Indianer entlang des Fraser River. Gleichzeitig erhielten andere Missionsstationen an der Strait of Georgia und im Puget Sound Impfstoff. Auch diese Stämme wurden kaum von der tödlichen Krankheit getroffen.
Verantwortlich für die Abwehr der Gefahr waren aber eigentlich nicht die Missionare und Ärzte, sondern das Abgeordnetenhaus der Kolonie Vancouver Island. Die erst 1843 gegründete Stadt Victoria hatte nämlich noch keinen Stadtrat und keinen Bürgermeister. Sowohl der Arzt William Tolmie (1812–1886) als auch John Helmcken waren Mitglieder der Versammlung, Helmcken war sogar ihr Sprecher, und er galt als einer der einflussreichsten Männer der Kolonie. Die beiden waren seit 1833 bzw. 1850 offizielle Ärzte der Hudson’s Bay Company, die die Herrschaft im Namen Großbritanniens ausübte.
Schon 1837 hatten Nachrichten von einer Pockenepidemie im Norden von British Columbia die Company erreicht. Die Pocken erreichten damals den Puget Sound und Tolmie sollte Indianer bei Fort Nisqually impfen. 1853 impfte er dort abermals zahlreiche Indianer, als die Pocken an der Washingtoner Küste grassierten, die seit 1846 zu den USA gehörte. Ähnlich agierte Helmcken. Die beiden Ärzte wussten also, was in solchen Fällen zu tun war.

## Die Rolle des Gouverneurs James Douglas
James Douglas hatte die Wirkung der Pocken bereits 1836/37 und 1847/48 kennengelernt. Er schlug daher der Provinzialversammlung am 27. März 1862 vor, ein isoliertes Krankenhaus für alle Pockenfälle einzurichten. Das neunköpfige House of Assembly, zu dem die beiden Ärzte zählten, beriet vier Tage später über den Vorschlag, wobei Helmcken sich gegen eine Zwangsverbringung in ein ebenso abzulehnendes Hospital aussprach. Er warf dem Gouverneur Aktionismus vor. Die neun Mitglieder des Gremiums votierten für den Bau eines passenden Gebäudes neben dem vorhandenen Hospital, weigerten sich aber, die Freiheit der Entscheidung jedes einzelnen einzuschränken, selbst über die Impffrage zu entscheiden. Nur ein Herr Burnaby sprach sich für den Vorschlag Douglas’ aus, trotz der Freiheitsbeschränkung und trotz der Kosten.

## Der Verlauf
Mitte April 1859 hatte man 2.235 Indianer in den Lagern um Victoria gezählt. Dazu zählten vor allem Tsimshian (44 %), Haida (26 %), Tlingit (15 %), Bella Bella (Heiltsuk) (8 %) und Kwakiutl von Fort Rupert (7 %). Natürlich schwankten diese Zahlen jahreszeitlich, da manches Kanu mehrere tausend Kilometer zurücklegen musste, um nach Victoria zu gelangen, doch kann man um diese Zeit wohl mit rund 2.000 Indianern rechnen.
Der anglikanische Missionar Reverend Alexander Garrett bemerkte die Krankheit bei den Tsimshian am 13. oder am 20. April, jedenfalls an einem Sonntag. Bereits am 26. April berichtete der Daily British Colonist von 20 Toten in den letzten Tagen, vier allein am Vortag. Die Befürchtung ging um, der ganze Stamm könnte ausgelöscht werden. Zwei Tage später schätzte man die Zahl der Toten des Stammes bereits auf 300.
Es gab aber auch Stimmen, die sich eher um die Ansteckung von Weißen durch Indianer sorgten, oder die einfach störte, dass die Indianer überall in der Stadt waren, im Theater, den Straßen, in Hotels und Restaurants, als Hauspersonal. Zeitungsleute propagierten eine Haltung, bei der die Lösung dieses „Problems“ um jeden Preis an oberster Stelle stand.
Am 9. Mai trug Reverend Georg Hill in sein Journal ein: „Ich bin durch die Hyda und Bella Bella Camps gegangen und fand dreizehn Fälle und einen toten Körper. Noch nie habe ich so schreckliche Szenen von Tod, Elend, Schmutz und Leiden gesehen.“ Schon am 14. Mai prognostizierte das Lokalblatt eine Ausbreitung der Epidemie bis Sitka. Am 27. Mai fabulierte man schon davon, dass bei fortgeschriebener Sterberate binnen zwei Jahren ein Indianer des Nordens eine Kuriosität sein werde. Offenbar wurden einige der Bewohner bereits von Panik ergriffen.

## Vertreibung
Der Commissioner of Police Joseph Pemberton gab am 28. Mai Befehl, dass die Tsimshians innerhalb eines Tages die Region verlassen sollten, und dass das Kanonenboot Grappler dabei „helfen“ sollte. Auch sollten die Indianer aus der Stadt selbst entfernt werden. Zwei Tage später waren alle Tsimshian abgezogen. Auch Tlingit und Haida begannen den Aufbruch. Am 11. Juni zwang die Polizeitruppe rund 300 Menschen, die Gegend zu verlassen und in ihre Herkunftsgebiete zurückzukehren. Das Kanonenboot Forward zog 15 Tage lang 26 Kanus, voll mit Indianern, nordwärts bis Fort Rupert. Dazu gehörten 20 Haida-Kanus, fünf Kanus anderer Stämme von Haida Gwaii und eines von den Tlingit. Schon auf dem Weg nach Norden brachen erste Pockenfälle aus.
Am 21. Juni schrieb der Daily British Colonist: „Wie sind die Mächtigen gefallen! Noch vor vier Jahren ... waren sie der Schrecken der Küste; heute, von gebrochenem Geist und verweichlicht ... ziehen sie nordwärts, den Keim einer widerlichen Krankheit in sich, die Wurzel schlagen und bei den zu Hause gebliebenen Freunden den Ruin und die Zerstörung herbeiführen wird. Bei der derzeitigen Sterblichkeitsrate können nur wenige Monate verstreichen, bis die Nördlichen Indianer dieser Küste nur noch in der Geschichte existieren.“
Ende Juni waren fast alle Indianer um Victoria vertrieben, doch noch im Juli gab es dort einige Überlebende. Innerhalb Victorias traten kaum noch neue Fälle auf. Wie so oft in solchen Fällen betrachtete mancher Schreiberling die Elenden mit Verachtung.

## Ausbreitung Richtung Norden
Am 17. Mai erreichten die Kanus der Tsimshians Fort Simpson. Sie waren die ersten, die vor Victoria vertrieben worden waren. Entsprechend der Inkubationszeit von rund zwei Wochen traten bis Ende Mai nur Krankheitsfälle unter den Vertriebenen auf. Bei den Nuxalk wusste man sich nicht anders zu helfen, als die Erkrankten in die Wälder zu bringen, ihnen eine Decke und zwei, drei Lachse mitzugeben und sie sterben zu lassen. Die Erfolglosigkeit der Medizinmänner setzte sie unter ungeheuren Druck, denn ihr Mühen war ohne jeden Erfolg.
Am 12. Juni erreichten die Nachrichten von diesem Desaster Victoria. Captain Shaff vom Schoner Nonpareil berichtete, dass binnen weniger Tage Hunderte um Fort Simpson und Fort Rupert fortgerissen worden seien. Die nordwärts geschleppten Indianer seien schnell gestorben. Bei den ersten Anzeichen habe man die Kranken ausgesetzt, ihnen Brot, Fisch und Wasser, dazu ein Tuch als Zeltersatz mitgegeben. Captain Osgood von der Northern Light berichtete ähnliches von den Bella Bella oder Heiltsuk, und meinte, sie seien fast ausgerottet. 12 Meilen nördlich von Nanaimo sah er zwölf Tote in der Sonne verfaulen, Captain Whitford sah dort, wie er am 11. Juli berichtete, über 100 Tote. Von einer Gruppe von 60 Haida seien bis Mitte Mai 40 verstorben, berichtete Osgood.
Pater Brabant, ein katholischer Missionar, war 1862 bei den Hesquiaht, einem Stamm der später so genannten Nuu-chah-nulth an der Nordwestküste von Vancouver Island. Sein Tagebuch vermerkt im Oktober 1862, dass 15 „Mouetsats“ (Mowachaht) an Pocken gestorben seien. Sie wollten nun aus Rache genauso viele Hesquiaht töten. Am 14. Oktober kam ein Kanu vom Nootka Sound, doch aus Angst verwehrte man das Landerecht. Es war Tom, ein Missionar mit seiner Familie. Brabant impfte sie, berichtet zugleich von Panik, Geschrei und Geheul, von Medizinmännern, die „abergläubisch“ predigten.
Die Frau des Häuptlings der Hesquiaht war am 16. Oktober tot, Brabant versuchte den ganzen Stamm zu impfen, doch schon nach der Messe traten am 17. Oktober drei Pockenfälle auf, zwei waren bereits am 18. Oktober tot. Keiner wagte es, sie zu begraben. Ein Makah und sieben andere halfen schließlich. Doch die Toten wurden nur in ein Kanu gepackt und mit einem Brett bedeckt, weil es so heftig stürmte.
Die Schwester des Häuptlings erkrankte und starb am 20. Oktober. Auch Peter Brabant schien nun die Pocken zu haben.
Von den Mowachaht wird berichtet, dass jeder, der beim Beerdigen half, selbst an den Pocken erkrankte. Ein Indianer wurde vertrieben, weil er in Victoria gewesen war, das zu Recht als Herd der Krankheit erkannt wurde.
Alle Indianer kamen zur Messe und sangen, ansonsten herrschte erdrückende Stille. Brabant schaffte es nun gerade noch, die Toten in den Wald zu werfen. Doch am 21. und 22. Oktober schien sich die Lage zu bessern, denn Peter gesundete.

## Ausbreitung Richtung Süden
Die Ausbreitung nach Süden erfolgte Richtung Puget Sound. Am 19. April berichtete der Daily British Colonist, ein Bürger in Port Townsend sei Opfer der Pocken geworden. Eine Gruppe Tsimshians fuhr südwärts – warum, lässt sich nur vermuten –, passierte den Ort und kampierte bei Port Ludlow. Am 19. Mai berichtete das Blatt in Victoria, sie seien alle krank oder bereits tot. Ob dies nur Gerüchte waren, ist unklar, die Zeitungen in der Puget Sound-Region haben nichts darüber berichtet. Immerhin gab es zwei Zeitungen namens Olympia, dann die Port Townsend und Steilacoom. Am 10. April schrieb der Steilacoom’s Puget Sound Herald: „Zwischen Feuerwasser und den Pocken ... versprechen die roten Männer dieser Region, bald ganz zu verschwinden“. Ansonsten schrieben die Blätter nur ab, was in Victoria kolportiert wurde.
Eugène Casimir Chirouse (nicht zu verwechseln mit seinem Neffen Eugène-Casimir Chirouse), der katholische Missionar in der Indian Reservation von Tulalip (beim späteren Everett), schrieb zwischen Anfang Mai und Ende September über den Verlauf der Epidemie. 400 Indianer seien geimpft worden und bis August seien nur drei den Pocken zum Opfer gefallen. Bei den wenig weiter entfernten Indianern seien hingegen zahlreiche Opfer zu beklagen.
Der für die Makah Reservation zuständige Indian Agent Henry Webster schrieb im August 1863, die Makah seien wegen ihrer isolierten Lage am Cape Flattery verschont worden, und weil der Arzt Joseph Davies den überwiegenden Teil des Stammes geimpft habe.
Nach dem Indian Agent S. D. Howe gab es einige Opfer unter den Nooksack, direkt an der Grenze. Auch die S'Klallam erlitten große Verluste.
Von den Elliott Bay Indians erlebte ein Junge die Epidemie und berichtete nach über 60 Jahren vom Ausbruch der Krankheit bei Seattle. Dort, so berichtete er, hatten die Indianer ein Haus von 60 mal 30–40 Fuß, das am späteren Pioneer Square stand. Es diente als eine Art Krankenhaus. Eindringlich beschrieb er, wie die Medizinmänner versuchten, ihre Patienten zu retten. Er berichtet von Schwitzhütten und Sprüngen ins kalte Wasser, und vor allem davon, dass die Panik im Stamm dafür sorgte, dass jeder Heiler nur drei Kranke behandeln durfte. Starben diese, war das auch sein Todesurteil. In der Region gab es fortan keinen einzigen Medizinmann mehr – ob sie flohen oder getötet wurden, sei dahingestellt. Wenn wir der Beschreibung der Rituale glauben dürfen, so sorgten die Medizinmänner damit selbst dafür, dass sie sich infizierten.
Am 30. Juni 1863 schrieb der Arzt in der Puyallup-Reservation, C. H. Spinning, er habe während des letzten Jahres 254 Indianerpatienten behandelt, 7 seien verstorben, doch erwähnt er keinen Fall von Pocken. Bei den Nisqually wurde im September 1863 berichtet, es habe 12 Tote gegeben, aber auch hier ist unklar, ob dies auf die Pocken zurückgeht.
In der Chehalis-Reservation, zwischen Olympia und Columbia River, berichtete der Indian Agent A. R. Elder, die Gesundheit der dortigen Indianer sei viel besser als am Puget Sound, da sie weiter abseits von den „Sünden“ der Weißen lebten. Offenbar breitete sich die Epidemie nicht weiter nach Süden aus.
Zeitungen in Washington und Kalifornien berichteten ausgesprochen wenig über das Desaster. San Francisco zögerte, überhaupt zu berichten. Eine Zeitung in Port Townsend, der Washington Standard, konstatierte: „die Zeitungen in San Francisco vermeiden jeden Hinweis auf die Existenz von Pocken in der Stadt“. Ein Blatt in Olympia meinte, die Blätter hätten Angst, unangemessene Aufregung und Aktionismus zu provozieren.
Immerhin forderte der Puget Sound Herald vom 3. April die Bürger auf, sich sofort impfen zu lassen, falls die Krankheit die Region erreiche. Auch sollten sie Vorsicht beim Besuch betroffener Gebiete walten lassen. Andere Blätter forderten zur Sicherheit die Entfernung der Indianer – statt sie zu impfen –, was auch moralisch und gesellschaftlich von Vorteil sei.
The North-West (Port Townsend) stellte am 24. Mai fest: „Die Indianer sind eine abscheuliche und arbeitsscheue Rasse, von keinerlei irdischem Nutzen für sich oder sonst irgend jemanden - abgesehen von den Ärzten - und ihre Gegenwart zieht ... weiße Strolche an, die ... ein unstetes Leben durch Verkauf von schlechtem Whisky führen. Diese Zügellosen sind viel schlimmer als die Pocken... Lasst uns die Indianer in die Reservate schicken, wo sie hingehören... die Gesellschaft würde sich verbessern und stärken und freie Liebe (free-love) und Atheismus würden weniger Anhänger an den Ufern des Puget Sound finden.“

## Folgen
Ende Juni begannen vor Victoria die furchtbaren Aufräumarbeiten. Die Leichen wurden mancherorts mit Steinen beschwert und in zwei nahegelegene Buchten geworfen. Noch am 28. Juni 1863 schätzte der Daily British Colonist, dass auf einem einzigen Acre allein 1000 bis 1200 Nördliche Indianer lagen. Nach späteren Schätzungen kostete die Epidemie 15.000 Indianer das Leben, was etwa der Hälfte aller Bewohner entspricht.
Doch nicht alle Stämme waren gleichermaßen betroffen. Am schlimmsten traf es Südalaska. Allein die Tlingit verloren wohl 1.450 Stammesmitglieder, rund 60 % der Gesamtzahl. Die Heiltsuk verloren 1.150, nur 500 überlebten. Auf Haida Gwaii und Prince of Wales Island starben wohl 4.700 Haida, nur 1.600 überlebten. Von den 13 Dörfern bestanden 1882 nur noch sieben, um 1900 sogar nur noch zwei, ganze Clans verschwanden, die Gesellschaftsstruktur wurde zerstört. Damit endeten auch die gefürchteten Raubzüge gegen die südlichen Indianerstämme.
Am 17. Juni 1862 brachte es die Daily Press aus Victoria auf den Punkt: „... Was wird man in England sagen?, wenn es bekannt wird, dass eine Indianerbevölkerung um Victoria unterstützt und ermutigt wurde, bis die Pocken von San Francisco eingeführt wurden. Sie, die als die Krankheit unter ihnen wütete... dem Untergang überlassen wurden, mitten in einer christlichen Gemeinschaft, die von ihnen fett geworden war seit vier Jahren ... die nicht zum Guten Samariter wurde und versuchte, die Wirkungen der Krankheit durch medizinische Mittel zu lindern, stattdessen diese Leute fortschickte in den Tod und die Krankheit an der Küste verstreute. Die Zerstörung vielleicht der ganzen indianischen Rasse in den Britischen Besitzungen am Pazifik mit ihnen schickend... Es gibt eine entmenschlichende Einfältigkeit über die Behandlung der Indianer, die wirklich furchtbar ist... Wie leicht wäre es gewesen, die Stämme fortzuschicken, als die Krankheit in der Stadt bemerkt wurde, und wenn sich einige der Indianer angesteckt hätten, hätte man in einiger Entfernung von Victoria einen Platz einrichten können, bis sie sich erholt hätten..., was sie mit medizinischer Hilfe aller Wahrscheinlichkeit nach getan hätten... Die Obrigkeiten haben die Arbeit der Ausrottung (extermination) begonnen - lasst sie fortfahren ... Nie gab es eine abscheulichere Indianerpolitik als unsere.“